# Spring Break
Spring Break (bra: Primavera na Pele) é um filme de comédia romântica estadunidense de 1983, dirigido por Sean S. Cunningham e estrelado por David Knell, Perry Lang, Paul Land e Steve Bassett. O filme segue duas duplas de universitários passando as férias de primavera juntos em Fort Lauderdale, Flórida.

## Sinopse
Dois nerds, Nelson e Adam, reservam um quarto em um hotel em Fort Lauderdale, Flórida, para aproveitar as férias de primavera, lá encontram com Stu e OT que vieram de Brooklyn, Nova York. O hotel estava com quartos lotados e Nelson, Adam, Stu e OT concordam em compartilhar o quarto e juntos se divertem no Spring Break.

## Elenco
| Ator             | Personagem   |
| ---------------- | ------------ |
| David Knell      | Nelson       |
| Perry Lang       | Adam         |
| Paul Land        | Stu          |
| Steve Bassett    | O.T.         |
| Jayne Modean     | Susie        |
| Corinne Alphen   | Joan         |
| Donald Symington | Ernest Dalby |
| Mimi Cozzens     | May Dalby    |
| Richard B. Shull | Eddie        |
| Jessica James    | Geri         |
| Daniel Faraldo   | Eesh         |
| Fred Buch        | Ames         |
| Jeff Garlin      | Gut Gut      |

O elenco também inclui Tammy Lynn Leppert em uma parte não creditada como participante de uma luta de boxe. Alegadamente, suas pernas, quadris e torso foram usados no pôster principal do filme. Alega-se que ela tinha planos de ir para Hollywood em 1983. Leppert desapareceu aos 18 anos de Cocoa Beach, Flórida, em 6 de julho de 1983, sob circunstâncias misteriosas e não foi vista desde então.

## Trilha sonora
A trilha sonora do filme foi distribuída em disco de vinil pela Warner Brothers.

### Lista de músicas
Lado 1:
1. "Spring Break" por Cheap Trick.
2. "One of These Days" por  Gerald McMahon.
3. "True Lovin' Woman" por Jack Mack & the Heart Attack.
4. "Kids These Days" por Dreamers.
5. "Do It To You" por Hot Date.

Lado 2:
1. "Me and the Boys" por NRBQ.
2. "Hooray For the City" por Jack Mack & the Heart Attack.
3. "Friends" por Hot Date.
4. "Hit the Beach" por Big Spender.

A música-tema do filme e a faixa-título "Spring Break", do Cheap Trick, foram lançadas como um single com o lado B "Get Ready". No entanto, ele falhou na parada musical.
"Caught Up in You" de 38 Special é apresentado no filme, mas não aparece na trilha sonora.

## Recepção
Rotten Tomatoes relata que 22% dos críticos de cinema deram uma crítica positiva ao filme.